# Ernst Levy (Jurist)
Ernst Levy (geboren 23. Dezember 1881 in Berlin; gestorben 14. September 1968 in Davis, Kalifornien) war ein deutscher Jurist und Rechtshistoriker. Wegen seiner jüdischen Herkunft wurde er in der Zeit des Nationalsozialismus verfolgt und musste Deutschland verlassen. Als Wissenschaftler hat Ernst Levy vor allem auf dem Gebiet des römischen Rechts und der antiken Rechtsgeschichte gewirkt.

## Leben
Ernst Levy studierte an den Universitäten Freiburg und Berlin. In Berlin promovierte er 1906 bei Emil Seckel. Von 1909 bis 1912 war er Amtsrichter in Oranienburg. Ab 1912 war er beurlaubt, um an seiner Habilitationsschrift zu arbeiten. Die Habilitation, ebenfalls bei Seckel, folgte 1914. Nach Teilnahme am Ersten Weltkrieg von 1915 bis 1918 wurde er 1919 ordentlicher Professor in Frankfurt am Main und wechselte 1923 nach Freiburg. Ab 1928 war er Professor in Heidelberg. Aus diesem Amt wurde er 1935 wegen seiner „nichtarischen“ Herkunft entfernt. 1936 musste Levy in die USA emigrieren. Dort war er von 1937 bis 1952 Professor an der University of Washington in Seattle. Von 1956 bis 1966 lebte Levy in Basel, kehrte dann aber in die USA zurück.
Während der NS-Zeit blieb Levy im Briefkontakt mit seinem Schüler Wolfgang Kunkel, der in Deutschland geblieben war.
Von 1927 bis 1934 war Levy Mitherausgeber der Romanistischen Abteilung der Zeitschrift der Savigny-Stiftung für Rechtsgeschichte. Nach dem Zweiten Weltkrieg wurde er mit Ehrendoktorwürden der Universitäten Heidelberg, Frankfurt am Main und Athen ausgezeichnet. 1956 erhielt er das Große Bundesverdienstkreuz. Ferner wurde Levy, der schon vor der NS-Zeit der Heidelberger Akademie der Wissenschaften angehört hatte, nach dem Krieg in die Accademia dei Lincei aufgenommen. 1960 wurde er zum korrespondierenden Mitglied der Göttinger Akademie der Wissenschaften gewählt. Seit 1962 war er auch korrespondierendes Mitglied der Bayerischen Akademie der Wissenschaften.

## Wissenschaftliche Bedeutung
Levy befasste sich mit vielen Aspekten des römischen Rechts. Von besonderer Bedeutung sind seine Forschungen zum weströmischen Vulgarrecht. Darunter ist das Recht zu verstehen, das im westlichen Teil des römischen Reiches in der Spätantike galt. In dieser Zeit waren die komplexen Regeln des klassischen römischen Rechts nicht mehr zeitgemäß und wurden nicht mehr verstanden. Daher bildete sich in der Praxis ein weniger komplexes Recht heraus, das vom Rechtsempfinden der Provinzbevölkerung geprägt war und daher Rechtsgedanken aufnahm, die dem römischen Recht fremd waren. Dieses Vulgarrecht beschrieb Levy in einem zweibändigen Werk, von dem der erste Band auf Englisch, der zweite aber auf Deutsch erschien.
Levy gilt zudem als bedeutender Wegbereiter der Interpolationskritik. Die Methode würdigt alle Entwicklungen und Veränderungen des klassischen römischen Rechts bis zur spätantiken Kompilation des Corpus iuris civilis textkritisch. Soweit überhaupt möglich, versucht sie das hinter dem  rezipierten justinianischen Recht verborgene – originär klassisch-römische – Recht offenzulegen. Bis zum Inkrafttreten des BGB galt das seit dem Hochmittelalter behandelte justinianische Recht weithin unmittelbar. Textkritische Literatur hat Levy im Index Interpolationum quae in Iustiniani digestis inesse dicuntur, herausgegeben zusammen mit Ernst Rabel, zusammengetragen.

## Ernst Levy-Preis
Jährlich wird von der Johann Wolfgang Goethe-Universität Frankfurt am Main der Ernst Levy-Preis für die beste rechtshistorische wissenschaftliche Arbeit vergeben. Der Preis wird in Kooperation mit der Großkanzlei Freshfields bereitgestellt und durch einen Auswahlausschuss – bestehend aus Professorinnen und Professoren, einer wissenschaftlichen Hilfskraft, einem oder einer Studierenden und einer delegierten Person der kooperierenden Kanzlei – vergeben.
Bisherige Preisträgerinnen und Preisträger sind:
- 2018: Alexander Kohl
- 2019: Johannes Bieber, Johannes Gotthold, Kevin Kulp und Lukas Herget
- 2020: Jasper Kunstreich
- 2021: Marie Celine Weisser
- 2022: Bero Gebhard und Julia Müller

## Schriften (Auswahl)
- Die Konkurrenz der Aktionen und Personen im klassischen römischen Recht. 2 Bände, Vahlen, Berlin 1918–1922. Neudruck Scientia, Aalen 1964.
- West Roman Vulgar Law. The Law of Property. American Philosophical Society, Philadelphia 1951, Neudruck 2003, ISBN 1-57588778-9.
- Weströmisches Vulgarrecht – Das Obligationenrecht. Böhlau, Weimar 1956.